# QazVac
«QazCovid-in», торговое наименование «QazVac» (КазВак, КазКовид-ин) — инактивированная вакцина против COVID-19, разработанная Научно-исследовательским институтом проблем биологической безопасности Министерства образования и науки Республики Казахстан.

### Общее описание
Вакцина QazVac представляет собой инактивированную вакцину. Попадая в организм, он будет реагировать выработкой защитных антител. В случае встречи с диким циркулирующим во внешней среде вирусом организм будет готов атаковать многочисленными антителами.
Вакцину вводят двумя дозами с интервалом 21 день.
Вакцина QazVac, разработанная НИИ проблем биологической безопасности Казахстана, может храниться при температуре от +2 до +8 градусов по Цельсию, что в отличие от своих зарубежных аналогов делает её неприхотливой к транспортировке и хранению. Например, для неё не нужен специальный жесткий температурный режим. Это значительно упрощает её доставку в регионы страны. Подобные результаты достигаются за счет выбранного учеными подхода на первоначальном этапе создании вакцины.

## Клинические испытания
25 декабря 2020 года начато клиническое испытание вакцины.
11 января 2021 года завершилась вакцинация добровольцев, в то же время для QazCovid-in была выдана временная регистрация на 9 месяцев.
На 26 апреля третья стадия (фаза III) испытаний казахстанской вакцины уже прошла отметку в 50 % субъектов исследования. Полное завершение третьей стадии планируется 25 июня 2021 года, после чего будет проведена полная оценка эффективности QazVac.

## Применение
Применяется в Казахстане с 26 апреля 2021 года. По состоянию на 8 сентября первый компонент вакцины QazVac получили 172 708 человек.

## Производство
Первая партия вакцины, количеством в 50 тысяч доз, была произведена в НИИ проблем биологической безопасности, и распределена по регионам: по 6000 доз получили Нур-Султан и Алма-Ата, по 4000 — Шымкент, Карагандинская, Восточно-Казахстанская и Алматинская области, остальные регионы — по 2000 доз. Выпуск следующей партии вакцины был запланирован на май 2021 года на базе НИИ, а уже к осени вакцину в промышленных объёмах до 500 тысяч доз в месяц было запланировано производить на построенном специально для этого фармзаводе.

## Официально зарегистрировавшие «QazVac» страны
По состоянию на 27 апреля 2021 года «QazVac» прошёл регистрацию в Казахстане.
18 августа 2021 года «QazVac» прошёл регистрацию в Киргизии.